# Hornillos de Cameros
Hornillos de Cameros és un municipi situat en la comarca del Camero Viejo, de La Rioja (Espanya).